# Francisco de Paula Escudero y Ramírez de Arellano
Francisco de Paula Escudero y Ramírez de Arellano (Corella, 26 de març de 1764 - Madrid, 14 d'agost de 1831) va ser un militar i polític navarrès, diputat a les Corts de Cadis i ministre durant el trienni liberal.

## Biografia
En 1778 va ingressar al cos de Guardiamarina i en 1781 va ascendir a alferes de fragata. Va participar en el setge de Gibraltar de 1782 i fou ascendit a alferes de navili (1784), tinent de fragata (1789) i tinent de navili (1793). En 1793 va ingressar com a cavaller de l'Orde de Malta. En 1799 va fer campanya a Cartagena d'Índies i el 1806 va ascendir a capità de fragata, alhora que va passar al Cos de Secretaris del Ministeri.
En esclatar la guerra del francès va fugir a Isla de León, on el 1810 va ser l'únic diputat per Navarra a les Corts de Cadis. Va ser escollit el 21 de setembre de 1810 com a diputat suplent per Navarra mitjançant el procediment seguit per a les províncies ocupades pels francesos. Va realitzar el jurament com a diputat el 24 de setembre de 1810 i és baixa el 20 de setembre de 1813. En 1815 fou nomenat secretari del Consell Suprem de l'Almirallat, càrrec que va ocupar fins 1819.
Durant el Trienni Liberal seria Ministre de Marina (4 de març de 1821 – 18 de gener de 1822) en el Gabinet Bardaxí, ocupant de manera interina altres carteres (Guerra, Gracia i Justícia) fins a l'arribada dels seus corresponents titulars. Fou desterrat per Ferran VII de 1823 a 1826.